# Skiffia
Genre
Synonymes
- Ollentodon Hubbs & Turner, 1939[1]

Skiffia est un genre de poisson de la famille des Goodeidae et de l'ordre des Cyprinodontiformes.

## Liste des espèces
Selon FishBase (30 juillet 2017) et World Register of Marine Species (29 décembre 2023)
- Skiffia bilineata (Bean, 1887)
- Skiffia francesae Kingston, 1978
- Skiffia lermae Meek, 1902
- Skiffia multipunctata (Pellegrin, 1901)